# Филлипс, Ричард (моряк)
Ричард Филлипс (род. 16 мая 1955) — американский моряк торгового флота и прозаик, бывший капитан судна MV Maersk Alabama, которое в апреле 2009 года было захвачено сомалийскими пиратами.

## Молодость и образование
Филлипс родился в Винчестере, штат Массачусетс, окончил Винчестерскую среднюю школу в 1973 году. Филлипс поступил в Массачусетский университет в Амхерсте и планировал изучать международное право, но позже перевёлся в Массачусетскую морскую академию, которую окончил в 1979 году. Во время своего обучения Филлипс подрабатывал водителем такси в Бостоне. В 1978 году за Филлипса вышла замуж Андреа Коджиа, медсестра, в браке с которой он имеет двоих детей — Дэниэла и Марию.

## Карьера

### Захват судна MV Maersk Alabama
7 апреля 2009 года морская администрация США, следуя данным НАТО, выпустила «предупреждение мореплавателям» касательно Аденского залива у берегов Сомали, рекомендуя кораблям идти по крайней мере в 600 морских милях (1100 км) от побережья Сомали. Словно подтверждая эти рекомендации, 8 апреля 2009 года четверо сомалийских пиратов в возрасте от 17 до 19 лет взобрались на борт Maersk Alabama с рыболовного катера, когда судно находилось в 240 морских милях (440 км) к юго-востоку от сомалийского портового города Эйл. С экипажем в 20 человек судно вышло из Салалы, Оман, и следовало в Момбасу, Кения. Оно перевозило 17 тысяч тонн груза, из которых 5000 тонн были гуманитарными грузами, направленными в Кению, Сомали и Уганду. «В этом районе мира любая вспышка на радаре вызывает беспокойство», — говорил позже Филлипс. «Я всегда говорил своему экипажу, что вопрос звучит как „когда“, а не как „если“».

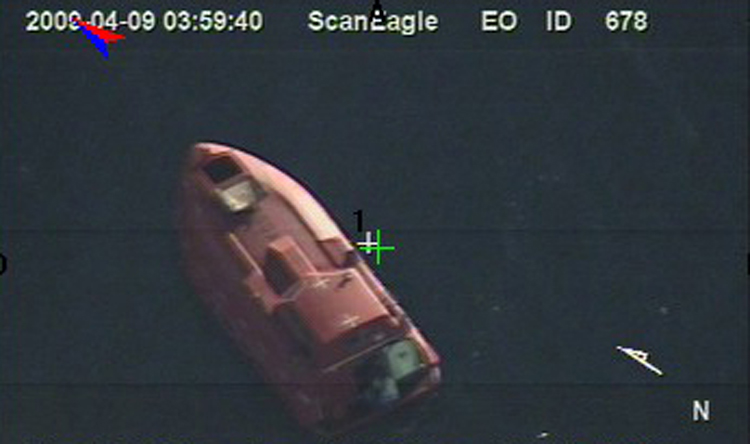
28-футовая спасательная шлюпка, на которой находились Филлипс и четверо удерживавших его пиратов.

Команда корабля была подготовлена к таким событиям и за день до нападения как раз моделировала отражение атаки пиратов. После сигнала о нападении главный инженер Майк Перри сопроводил 14 членов экипажа в комнату, специально подготовленную для таких случаев, остальные моряки зажгли факелы. По словам Майка Перри, он и его первый помощник Мэтт Фишер потопили пиратский катер вскоре после высадки пиратов на судне, продолжая управлять рулём Maersk Alabama и затопив таким образом меньшее по размерам судно. Несмотря на эти действия, пиратам удалось оказаться на судне и захватить капитана Филлипса. Когда пираты проникли на борт судна, члены экипажа заперлись в машинном отделении. Они позже одолели одного из пиратов и захватили его. Экипаж попытался обменять захваченного пирата, которого они держали связаным в течение двенадцати часов, на Филлипса. По словам члена экипажа, Филлипс и пираты находились в шлюпке за бортом, но она не двигалась, поэтому экипаж сбросил спасательную шлюпку и встретился с пиратами для обмена пленниками и лодками. Захваченный пират был выпущен, но пираты отказались освободить Филлипса. Пираты оставили Филлипса в спасательной шлюпке, где был десятидневный запас продовольственных пайков, воды и предметов первой необходимости для выживания, на которой хотели достичь берегов Сомали. Капитан пробыл в плену у пиратов пять дней.
8 апреля американские эсминец USS Bainbridge и фрегат USS Halyburton были отправлены в Аденский залив в связи с ситуацией с заложниками и достигли Maersk Alabama ранним утром 9 апреля. Maersk Alabama затем покинула район с вооружённым эскортом в направлении своего первоначального порта назначения, Момбасы. В субботу, 11 апреля, Maersk Alabama прибыла в Момбасу, всё ещё находясь под военным эскортом кораблей США. Капитан Ларри Аасхейм затем принял на себя командование. Аасхейм ранее был капитаном Maersk Alabama, пока Ричард Филлипс не заменил его на этой должности за восемь дней до нападения пиратов. 18 человек из службы безопасности морской пехоты находились на борту. Федеральное бюро расследований США обозначило корабль как место совершения преступления.

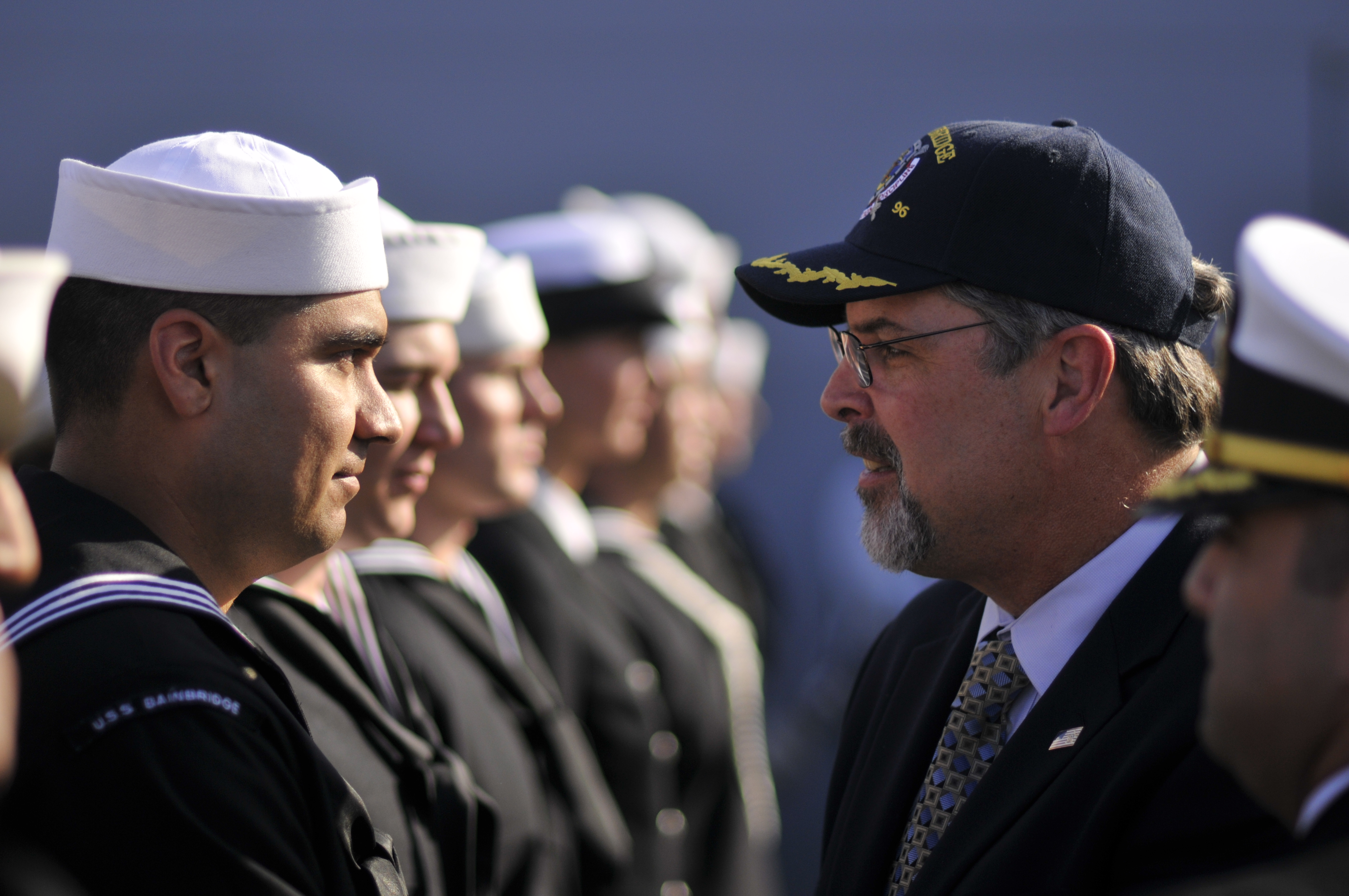
Капитан Филлипс благодарит матросов за своё спасение.

9 апреля началось противостояние между кораблём Bainbridge и пиратами в спасательной шлюпке судна Maersk Alabama, где они продолжали удерживать Филлипса в заложниках. Через три дня, в воскресенье, 12 апреля, стрелки-снайперы ВМС США из группы DEVGRU (ранее известной как SEAL Team Six) открыли огонь и убили трёх пиратов на спасательной шлюпке, после чего Филлипс был спасён, не получив ранений. Капитан корабля Bainbridge коммандер Франк Кастеллано, заметил, что жизнь Филлипса находится в опасности, обнаружив, что пират с АК находится у него за спиной. Снайперы SEAL открыли огонь с юта Bainbridge, убив трёх пиратов выстрелами в голову; один из пиратов был опознан как Али Аден Эльми, фамилия другого была Хамак, а третий остался неопознанным. Четвёртый пират, Абдували Мусэ, находившийся на борту Bainbridge и говоривший с военными переговорщиками относительно лечения раненых при захвате Maersk Alabama, сдался и был взят под стражу. Родители Мусы просили, чтобы он был помилован, потому что ему якобы было 16 или 17 лет на момент инцидента, но на суде было установлено, что он не является несовершеннолетним и его будут судить как взрослого. Позднее он признал себя виновным в захвате судна, похищении людей и захвате заложников и был приговорён к более чем 33 годам тюремного заключения. В суде он также признался, что ему 18 лет.

### Последствия
После освобождения Филлипс написал книгу под названием A Captain’s Duty: Somali Pirates, Navy SEALS, and Dangerous Days at Sea. Кинокомпания Columbia Pictures приобрела права на экранизацию этой книги весной 2010 года. В марте 2011 года было объявлено, что Том Хэнкс исполнит главную роль, Филлипса, Бархад Абди сыграет Абдували Мусэ и Фейсал Ахмед — Наджи в фильме Sony Pictures, основанном на факте захвата судна и книге Филлипса, по сценарию Билли Рэя, который готовилась снимать та же команда, что ранее сняла картину «Социальная сеть». Фильм под названием «Капитан Филлипс» вышел на экраны 11 октября 2013 года, его премьера состоялась на Нью-Йоркском кинофестивале 2013 года. В интервью по поводу выхода фильма для New York Daily News Филлипс описывал свою преданность к своему экипажу, свои чувства успешности как капитана и своё стремление вернуться в море. «Мой экипаж были теперь в безопасности, потому что пираты потеряли свою лестницу и лодку, когда они высадились на Maersk Alabama, поэтому они не могли вернуться обратно на борт», — говорил Филлипс. «Для меня это было действительно облегчением — мой экипаж и корабль были в безопасности». Филлипс также добавил: «Я никогда не терял надежды сам, но я не видел возможности хорошего конца в завершении всего этого». Филлипс прокомментировал в своём интервью, что показ событий в фильме был, на его взгляд, точен, добавив: «Когда я встретился с ним [Томом Хэнксом], я сказал ему, что если он будет исполнять мою роль, то ему нужно набрать немного веса и чуть получше выглядеть, но он не сделал ни того, ни другого».
С момента выхода «Капитана Филлипса» имели место противоречивые отзывы об изображении Филлипса в фильме: некоторые члены экипажа судна утверждали, что он не был таким героем, каким представлен в фильме.
Филлипс сказал корреспонденту CNN Дрю Гриффиу в 2010 году и на судебном процессе в 2013 году, что он проигнорировал многочисленные просьбы, в которых его убеждали держаться подальше от берега. Когда его спросили в 2013 году, почему он решил не идти тогда на судне дальше от берега, Филлипс ответил: «Я не верю, что 600 миль обеспечат вам безопасность. Я не верю, что 1200 миль обеспечат вам безопасность. Как я уже говорил экипажу, вопрос звучит как „когда“, а не как „если“… Мы всё время были в этом районе».
Филлипс вернулся в море спустя четырнадцать месяцев после нападения пиратов.